# گلومس‌لوو
گلومس‌لوو (به سوئدی: Glumslöv) یک منطقهٔ مسکونی در سوئد است که در بخش لاندسکرونا واقع شده‌است. گلومس‌لوو ۱٫۲۴ کیلومتر مربع مساحت و ۱٬۹۹۴ نفر جمعیت دارد.